# Anthony Booth
Pour les articles homonymes, voir Booth.
Anthony George Booth, né le 9 octobre 1931 à Liverpool (Angleterre) et mort le 25 septembre 2017 à  Londres (Angleterre), est un acteur britannique.

## Biographie
Anthony Booth est connu pour son rôle de Sidney Noggett dans la série des sex comedies Confessions avec Robin Askwith.

### Vie privée
Anthony Booth a été marié à Patricia Phoenix en 1986 et s'est remarié le 2 octobre 1998 à Stephanie Buckley.
Il est le père de Cherie Blair, avocate et épouse de l'ancien premier ministre Tony Blair, et de Lauren Booth.

## Filmographie

### Cinéma
- 1960 : Suspect (en) : Parkin
- 1961 : Pit of Darkness : Ted Mellis
- 1962 : Alerte sur le Vaillant
- 1962 : La Chambre indiscrète (The L-Shaped Room) de Bryan Forbes : un jeune dans la rue
- 1964 : L'Ange pervers (Of Human Bondage) de Ken Hughes : Martin
- 1968 : Carnage (Corruption) : Mike Orme
- 1968 : La Fille au pistolet (La Ragazza con la pistola), de  Mario Monicelli : John
- 1974 : Confessions d'un laveur de carreaux : Sidney Noggett
- 1975 : Brannigan : Freddy
- 1975 : Confessions of a Pop Performer : Sidney Noggett
- 1976 : Confessions d'un moniteur d'auto-école : Sidney Noggett
- 1977 : Confessions from a Holiday Camp : Sidney Noggett
- 1994 : Prêtre (Priest), d'Antonia Bird : Tommy

### Télévision
- 1960-1987 : Coronation Street (série télévisée) : Malcolm Wilkinson / Charles Halliday
- 1962-1966 : Dixon of Dock Green (série télévisée) : Bill Franks / Les Benson (3 épisodes)
- 1962 : Chapeau melon et bottes de cuir (série télévisée) : Dr James Kearn (1 épisode)
- 1965-1966 : Le Saint (série télévisée) (série télévisée) : Hans / Pyotr (2 épisodes)
- 2002 : Inspecteurs associés (série télévisée) : Sir Christopher Wynne
- 2002-2006 : Brigade volante (série télévisée) : Reuben Wills / Frank (3 épisodes)